# Bardana
Die Bardanas (italienisch Bardana (reato)) genannten Raubzüge sardischer Hirten sind von der Römerzeit bis in das 19. Jahrhundert belegt. Sie entstanden als Notwehrakt gegen die Übergriffe der verschiedenen Besatzer, die die Bergregion aber nie zu kontrollieren vermochten. Eine beliebte Repressalie bestand darin, den Fell- später Bergsarden genannten Hirten die Herden zu stehlen oder die Tiere zu töten und die Wälder in Brand zu setzen. Als Reaktion solidarisierten sich die Bergbewohner zu Raubzügen in die Küstenregionen, in denen reiche Beute zu erwarten war. Die römischen Geschichtsschreiber berichten bereits über diese Umstände.
Aus der Zeit des Kampfes gegen die Aragonesen stammt der sardische Begriff der „Balentia“, der männlichen Hirtenehre. Im Laufe der Jahrhunderte veränderte sich diese Idee zu der reiner Beutezüge, die sich auch auf andere Hirtengemeinschaften ausweiteten. In dieser Zeit entstand die besondere Form des sardischen Banditentums.
Am 13. November 1894 überfielen gut 500 Männer aus Orgosolo die Küstenstadt Tortolì. Sie hatten es auf das Vermögen eines Großgrundbesitzers abgesehen. Die Männer stürmten die Kaserne der Carabinieri und veranstalteten dort ein Gemetzel, das sie auf den Ort ausdehnten. Fast alle männlichen Einwohner wurden getötet.